# Геноцид греків
Геноцид греків (грец. Γενοκτονία των Ελλήνων, трансліт. Genoktonia ton Ellnon), що включає також геноцид понтійців — геноцид, який здійснювався систематичним вбивством християнського османського грецького населення Анатолії під час Першої світової війни та її наслідків (1914–1922) на основі релігії та етнічної приналежности. Він був здійснений урядом Османської імперії на чолі з трьома пашами та урядом Великих національних зборів на чолі з Мустафою Кемалем Ататюрком проти корінного грецького населення Імперії. Геноцид включав масові вбивства, примусові депортації з маршами смерті через Сирійську пустелю, вигнання, страти без суми та знищення східно-православних культурних, історичних та релігійних пам’яток. У цей період загинуло кілька сотень тисяч османських греків. Більшість біженців і тих, хто вижив, втекли до Греції (додавши понад чверть до попереднього населення Греції). Деякі, особливо у східних вілаєтах, знайшли притулок у сусідній Російській імперії.
До кінця 1922 року більшість греків Малої Азії або втекла, або були вбиті. Ті, що залишилися, були переведені до Греції згідно з умовами пізніше 1923 року обміну населенням між Грецією та Туреччиною, який оформляв вихід та забороняв повернення біженців. Інші етнічні групи зазнали аналогічних нападів Османської імперії в цей період, включаючи ассирійців і вірмен, і деякі вчені та організації визнали ці події частиною тієї ж політики геноциду.
Союзники Першої світової війни засудили масові вбивства, спонсоровані османським урядом. У 2007 році Міжнародна асоціація дослідників геноциду прийняла резолюцію, в якій визнала геноцидом османську кампанію проти її християнських меншин, включаючи греків. Деякі інші організації також прийняли резолюції, які визнають османську кампанію проти цих християнських меншин геноцидом, як і національні законодавчі збори Греції, Кіпру, Сполучених Штатів, Швеції,  Вірменії, Нідерландів, Німеччини, Австрії і Чехії.

## Передумови
На початку Першої світової війни Мала Азія була етнічно різноманітною, її населення включало турків і азербайджанців, а також групи, які населяли регіон до османського завоювання, включаючи понтійських греків, кавказьких греків, каппадокійських греків, вірмен, курдів, зазів, грузинів, черкесів, ассирійців, євреїв та лазів.
Серед причин турецької кампанії проти грекомовного християнського населення був побоювання, що воно буде вітати звільнення ворогами Османської імперії, а також віра деяких турків у те, що для створення сучасної країни в епоху націоналізму необхідно провести чистку. зі своїх територій усі меншини, які можуть загрожувати цілісності етнічно заснованої турецької нації.
За словами німецького військового аташе, військовий міністр Османської імперії Ісмаїл Енвер заявив у жовтні 1915 року, що він хоче «розв’язати грецьку проблему під час війни… так само, як він вважає, що він вирішив вірменську проблему», посилаючись на геноцид вірмен. Німеччина та Османська імперія були союзниками безпосередньо перед і під час Першої світової війни. 31 січня 1917 року канцлер Німеччини Теобальд фон Бетман-Гольвег повідомив, що:
| | Вказує на те, що турки планують знищити грецький елемент як ворогів держави, як і раніше з вірменами. Стратегія, яку реалізували турки, полягає в тому, щоб переселити людей у внутрішні райони, не вживаючи заходів для їхнього виживання, піддаючи їх смерті, голоду та хворобам. Потім покинуті будинки грабують і спалюють або знищують. Те, що було зроблено з вірменами, повторюється з греками. |
| — Канцлер Німеччини у 1917 році Теобальд Бетман-Гольвег, The Killing Trap: Genocide in the Twentieth Century | |

## Походження грецької меншини

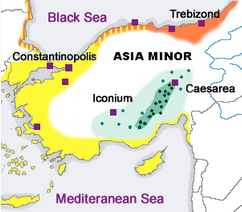
Райони з анатолійськими греками в 1910 році. Демотичні грецькі колонки жовтого кольору. Понтійська грецька в помаранчевому кольорі. Каппадокійська грецька зелена з окремими містами. Затінені регіони не вказують на те, що грецькими були більшість.

Грецька присутність у Малій Азії датується принаймні епохою пізньої бронзи (1450 р. до н.е.). Грецький поет Гомер жив у цьому регіоні близько 800 року до нашої ери. Географ Страбон називав Смірну першим грецьким містом у Малій Азії, а численні давньогрецькі діячі були вихідцями з Анатолії, включаючи математика Фалеса з Мілета (VII ст.), досократівського філософа Геракліта з Ефесу (6 ст. е.), і засновник цинізму Діоген Синопський (IV ст. до н.е.). Греки називали Чорне море «Euxinos Pontos» або «гостинне море», а починаючи з восьмого століття до нашої ери вони почали плавати по його берегах і селитися вздовж його анатолійського узбережжя. Найвідомішими грецькими містами Чорного моря були Трапезунд, Сампсунта, Сінопа та Гераклея Понтійська.
Під час елліністичного періоду (334 р. до н. е. – I ст. до н. е.), який наслідував завоювання Олександра Македонського, грецька культура та мова стали домінувати навіть у внутрішніх районах Малої Азії. Еллінізація регіону прискорилася під римським і ранньовізантійським пануванням, і до перших століть нашої ери місцеві індоєвропейські анатолійські мови вимерли, замінивши їх грецькою мовою койне. З цього моменту і до пізнього середньовіччя всі корінні жителі Малої Азії сповідували християнство (назване грецьким православним християнством після розколу Сходу та Заходу з католиками в 1054 році) і говорили грецькою як своєю першою мовою.
Виникла грецька культура в Малій Азії процвітала протягом тисячоліття правління (IV століття – XV століття нашої ери) під час переважно грекомовної Східної Римської імперії. Ті з Малої Азії становили основну частину грекомовних православних християн імперії; Таким чином, багато відомих грецьких діячів пізньої античности, середньовіччя та епохи Відродження походили з Малої Азії, зокрема святий Миколай (270–343 рр. н. е.), ритор Іван Золотоустий (349–407 рр. н. е.), архітектор собору Святої Софії Ісидор Мілетський (VI ст. століття нашої ери), кілька імператорських династій, у тому числі Фока (X ст.) і Комнін (XI ст.), а також вчені епохи Відродження Георгій Трапезундський (1395–1472) і Василій Бессаріон (1403–1472).
Тим не менш, коли тюркські народи почали своє пізнє середньовічне завоювання Малої Азії, візантійські грецькі громадяни були там найбільшою групою жителів. Навіть після тюркських завоювань внутрішніх районів, гористе чорноморське узбережжя Малої Азії залишалося центром густонаселеної грецької християнської держави, Трапезундської імперії, аж до її остаточного завоювання турками-османами в 1461 році, через рік після Османи завоювали територію Європи, яка нині є материковою Грецією. Протягом наступних чотирьох століть грецькі вихідці з Малої Азії поступово стали меншістю на цих землях під панівною нині турецькою культурою.

## Події

### Післябалканські війни
|                       | Перепис населення Греції (1910–1912) | Османський перепис (1914 р.) | Сотеріади (1918) |
| --------------------- | ------------------------------------ | ---------------------------- | ---------------- |
| Хюдавендігар (Проуса) | 262 319                              | 184 424                      | 278 421          |
| Конья (Іконіо)        | 74 539                               | 65 054                       | 66 895           |
| Трабзон (Трепезонд)   | 298 183                              | 260,313                      | 353 533          |
| Анкара (Ангора)       | 85 242                               | 77 530                       | 66 194           |
| Айдин                 | 495 936                              | 319 079                      | 622 810          |
| Кастамону             | 24 349                               | 26 104                       | 24 937           |
| Сивас                 | 74 632                               | 75 324                       | 99 376           |
| Ізміт (Нікомедіа)     | 52 742                               | 40 048                       | 73 134           |
| Біга (Дарданелли)     | 31 165                               | 8 541                        | 32 830           |
| Всього                | 1,399,107                            | 1,056,357                    | 1 618 130        |

Починаючи з весни 1913 року, османи реалізували програму вигнання та насильницької міграції, зосереджуючись на греках Егейського регіону та Східної Фракії, чия присутність у цих районах вважалася загрозою національній безпеці. Османський уряд прийняв «подвійний механізм» , що дозволяє заперечувати відповідальність за цю кампанію залякування, спустошення християнських сіл і попередню інформацію про неї. Участь у деяких випадках місцевих військових і цивільних функціонерів у плануванні та здійсненні антигрецького насильства та мародерства спонукала послів Греції та Великих держав та Патріархату звертатися зі скаргами до Високої Порти. На знак протесту проти бездіяльности уряду перед лицем цих нападів і проти так званого «мусульманського бойкоту» грецьких продуктів, який розпочався у 1913 році, Патріархат закрив грецькі церкви та школи у червні 1914 року. Відповідаючи на міжнародні вимоги. та внутрішнім тиском, Талат-паша очолив візит до Фракії в квітні 1914 року, а потім і до Егейського моря, щоб розслідувати повідомлення та спробувати пом’якшити двосторонню напругу з Грецією. Стверджуючи, що він не причетний до цих подій, Талат зустрівся з Кушчубаші Ешрефом, керівником операції з «очищення» на березі Егейського моря, під час свого туру та порадив йому бути обережним, щоб не бути «видимим». Крім того, після 1913 року були організовані бойкоти проти греків, ініційовані Міністерством внутрішніх справ Османської імперії, яке попросило провінції імперії почати їх.

Один з найгірших нападів цієї кампанії відбувся у Фокеї (грец. Φώκαια), в ніч на 12 червня 1914 року, містечку в західній Анатолії поруч зі Смірною, де турецькі нерегулярні війська знищили місто, вбивши 50 або 100 цивільних осіб і змусило його населення втекти до Греції. Французький очевидець Шарль Мансьє стверджує, що звірства, свідком яких він був у Фокеї, мали організований характер, спрямований на те, щоб окружити християнське селянське населення регіону. Під час іншого нападу на Серенкеуй в районі Менемен селяни сформували збройні групи опору, але лише небагатьом вдалося вижити, переважаючи атакуючі мусульманські нерегулярні загони. Влітку того ж року Спеціальна організація (Teşkilat-ı Mahsusa), за допомогою урядових і армійських чиновників, призвала грецьких чоловіків призовного віку з Тракії та західної Анатолії в трудові батальйони, в яких загинули сотні тисяч. Ці призовники після того, як були відправлені за сотні миль у глиб Анатолії, були зайняті на будівництві доріг, будівництві, розкопках тунелів та інших польових роботах; але їхня кількість була значно скорочена через позбавлення, жорстоке поводження та відверту різанину з боку османської гвардії.

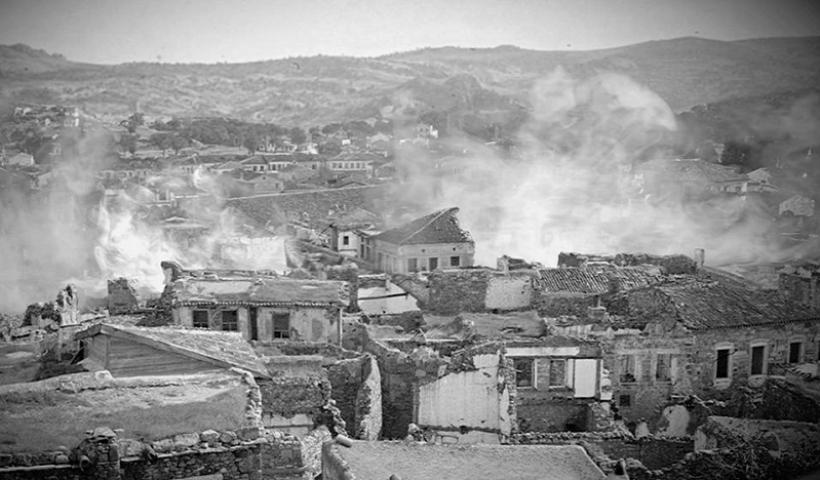
Фокея в полум'ї, під час різанини, вчиненої турецькими нерегулярними військами в червні 1914 р.

Після подібних угод, укладених з Болгарією та Сербією, Османська імперія підписала невелику угоду про добровільний обмін населенням з Грецією 14 листопада 1913 року. Інша така угода була підписана 1 липня 1914 року для обміну деяких «турків» (тобто мусульман) Греції для деяких греків Айдина та Західної Тракії після того, як османи вигнали цих греків із їхніх домівок у відповідь на грецьку анексію кількох островів. Обмін так і не був завершений через вибух Першої світової війни. У той час як обговорення обміну населенням все ще велися, підрозділи Спеціальної організації атакували грецькі села, змушуючи їхніх жителів покинути свої будинки в Грецію, замінивши їх мусульманськими біженцями.
Насильницьке вигнання християн із західної Анатолії, особливо греків-османів, має багато подібного з політикою щодо вірмен, як зазначають посол США Генрі Моргентау та історик Арнольд Тойнбі. В обох випадках певну роль відіграли певні османські чиновники, такі як Шукрю Кая, Назім Бей та Мехмед Решид; Були залучені підрозділи спеціальної організації та трудові батальйони; було реалізовано подвійний план, що поєднує неофіційне насильство та прикриття державної демографічної політики. Ця політика переслідувань та етнічних чисток була поширена на інші частини Османської імперії, включаючи грецькі громади в Понті, Каппадокії та Кілікії.

### Перша світова війна

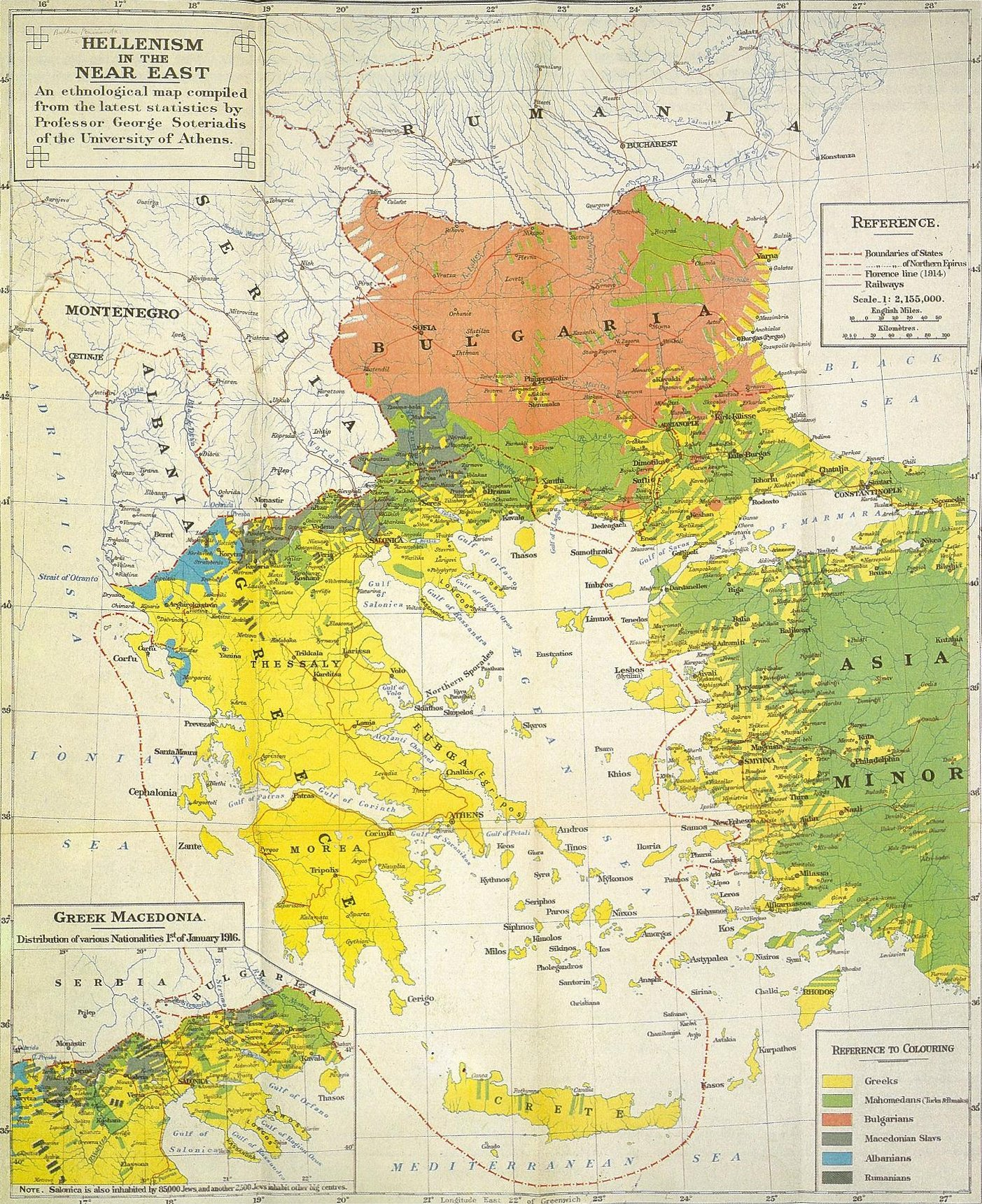
Еллінізм на Близькому Сході під час і після Першої світової війни, показуючи деякі райони (Західна Анатолія та Східна Фракія), де було зосереджено грецьке населення. Понтійський регіон не показаний.

За даними тогочасної газети, у листопаді 1914 року турецькі війська знищили християнське майно та вбили кількох християн у Трабзоні. Після листопада 1914 року Османська політика щодо грецького населення змінилася; державна політика обмежувалася насильницькою міграцією в анатолійську глибинку греків, які проживали в прибережних районах, зокрема в Чорноморському регіоні, поблизу турецько-російського фронту. Ця зміна політики була пов’язана з вимогою Німеччини припинити переслідування османських греків після того, як Елефтеріос Венізелос зробив це умовою нейтралітету Греції під час розмови з німецьким послом в Атенах. Венізелос також погрожував провести подібну кампанію проти мусульман, які проживали в Греції, якщо політика Османської імперії не зміниться. Хоча Османський уряд намагався здійснити цю зміну в політиці, це було невдало, і напади, навіть вбивства, продовжували відбуватися безкарно з боку місцевих посадовців у провінціях, незважаючи на неодноразові вказівки в телеграмах, надісланих з центральної адміністрації. Пізніше свавільне насильство та вимагання грошей посилилися, забезпечуючи боєприпасами венізелістів, які стверджували, що Греція має приєднатися до Антанти.
У липні 1915 року повірений у справах Греції стверджував, що депортації «не можуть бути іншою проблемою, як війною на знищення грецького народу в Туреччині, і як заходи цього вони здійснюють примусове навернення до ісламу з очевидною метою, щоб, якщо після закінчення війни знову постало б питання про європейське втручання для захисту християн, їх залишиться якомога менше». За словами Джорджа В. Ренделя з британського міністерства закордонних справ, до 1918 року «понад 500 000 греків було депортовано, з яких вціліло порівняно небагато». У своїх мемуарах посол Сполучених Штатів в Османській імперії у 1913–1916 рр. писав: «Скрізь греки збиралися групами і під так званим захистом турецьких жандармів їх перевозили, більшу частину пішки, в інтер'єр. Точно невідомо, скільки їх було розсіяно таким чином, оцінки коливаються від 200 000 до 1 000 000».

Незважаючи на зміну політики, практика евакуації грецьких поселень і переселення жителів була продовжена, хоча й в обмежених масштабах. Переселення було спрямовано на певні регіони, які вважалися уразливими у військовому відношенні, а не на все грецьке населення. Згідно з записами Патріархату за 1919 рік, евакуація багатьох сіл супроводжувалася пограбуванням і вбивствами, а багато хто з них загинули в результаті того, що не встигли зробити необхідне продовольство, або від переселення в непридатні для життя місця.

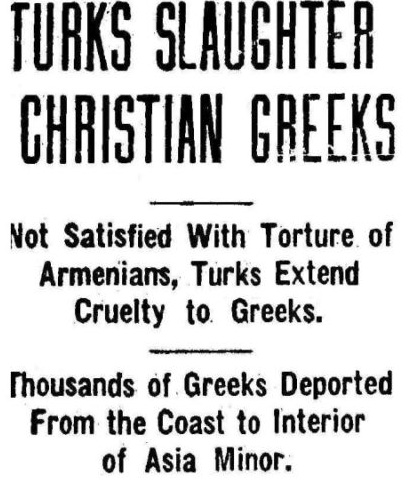

Восени 1916 року державна політика щодо греків-османів знову змінилася. Оскільки війська Антанти з весни окупували Лесбос, Хіос і Самос, росіяни, що просувалися в Анатолії та Греції, очікували вступу у війну на боці союзників, розпочалася підготовка до депортації греків, які проживали в прикордонних районах. У січні 1917 року Талат-паша надіслав телеграму про депортацію греків із Самсунського району «за тридцять-п'ятдесят кілометрів вглиб країни», подбавши про «без нападу на людей чи майно». Однак виконання урядових постанов, які набули систематичної форми з грудня 1916 року, коли в регіон прибув Бехаєддін Шакір, не проводилося відповідно до наказу: чоловіків забирали в трудові батальйони, на жінок і дітей нападали, села грабувалися. сусідами-мусульманами. Таким чином у березні 1917 р. населення Айвалика, м. с. 30 000 жителів на узбережжі Егейського моря було примусово депортовано в глиб Анатолії за наказом німецького генерала Лімана фон Сандерса. Операція включала марші смерті, мародерство, катування та розправу над мирним населенням. Германос Каравангеліс, єпископ Самсуна, повідомив Патріархату, що тридцять тисяч людей були депортовані в регіон Анкари, а колони депортованих зазнали нападу, багато з яких було вбито. Талат-паша наказав провести розслідування щодо пограбування та знищення грецьких сіл бандитами. Пізніше, у 1917 році, були надіслані інструкції, щоб уповноважити військових чиновників контролювати операцію та розширити її масштаби, тепер включаючи людей з міст прибережного регіону. Проте в деяких районах грецьке населення залишалося недепортованим.
Грецьких депортованих відправляли жити в грецькі села внутрішніх провінцій або, в деяких випадках, села, де до депортації жили вірмени. Грецькі села, евакуйовані під час війни через військові проблеми, потім були заселені мусульманськими іммігрантами та біженцями. Згідно з телеграмами, надісланими в провінції в цей час, покинуте рухоме та нерухоме грецьке майно не підлягало ліквідації, як вірменське, а «консервовано».
14 січня 1917 року Косва Анкарсвард, посол Швеції в Константинополі, надіслав депешу щодо рішення про депортацію османських греків:
Непотрібною жорстокістю виглядає те, що депортація не обмежується лише чоловіками, а також поширюється на жінок і дітей. Це нібито зроблено для того, щоб набагато легше було конфіскувати майно депортованого.
За словами Ренделя, такі звірства, як депортації з маршами смерті, голодування в трудових таборах тощо, називалися «білими вбивствами». Османський чиновник Рафет Бей брав активну участь у геноциді греків, і в листопаді 1916 року австрійський консул у Самсуні Квятковський повідомив, що він сказав йому: «Ми повинні добити греків, як ми зробили з вірменами ...сьогодні я відправив загони до внутрішніх районів, щоб убити кожного грека, який побачить».
Понтійські греки у відповідь сформували повстанські групи, які несли зброю, врятовану з полів битв під час Кавказької кампанії Першої світової війни або безпосередньо постачану російською армією. У 1920 р. повстанці досягли свого піку за кількістю живої сили, яка налічувала 18 тис. чоловік. 15 листопада 1917 року делегати Озакома погодилися створити єдину армію, що складатиметься з етнічно однорідних частин, грекам було виділено дивізію, що складається з трьох полків. Таким чином, Грецька Кавказька дивізія була сформована з етнічних греків, які служили в російських частинах, дислокованих на Кавказі, і сирих рекрутів з місцевого населення, включаючи колишніх повстанців. Дивізія брала участь у численних боях проти османської армії, а також проти мусульманських і вірменських нерегулярних військ, забезпечуючи відхід грецьких біженців на Кавказ, який утримував Росія, до того, як була розпущена після Потійського договору.

### Греко-турецька війна

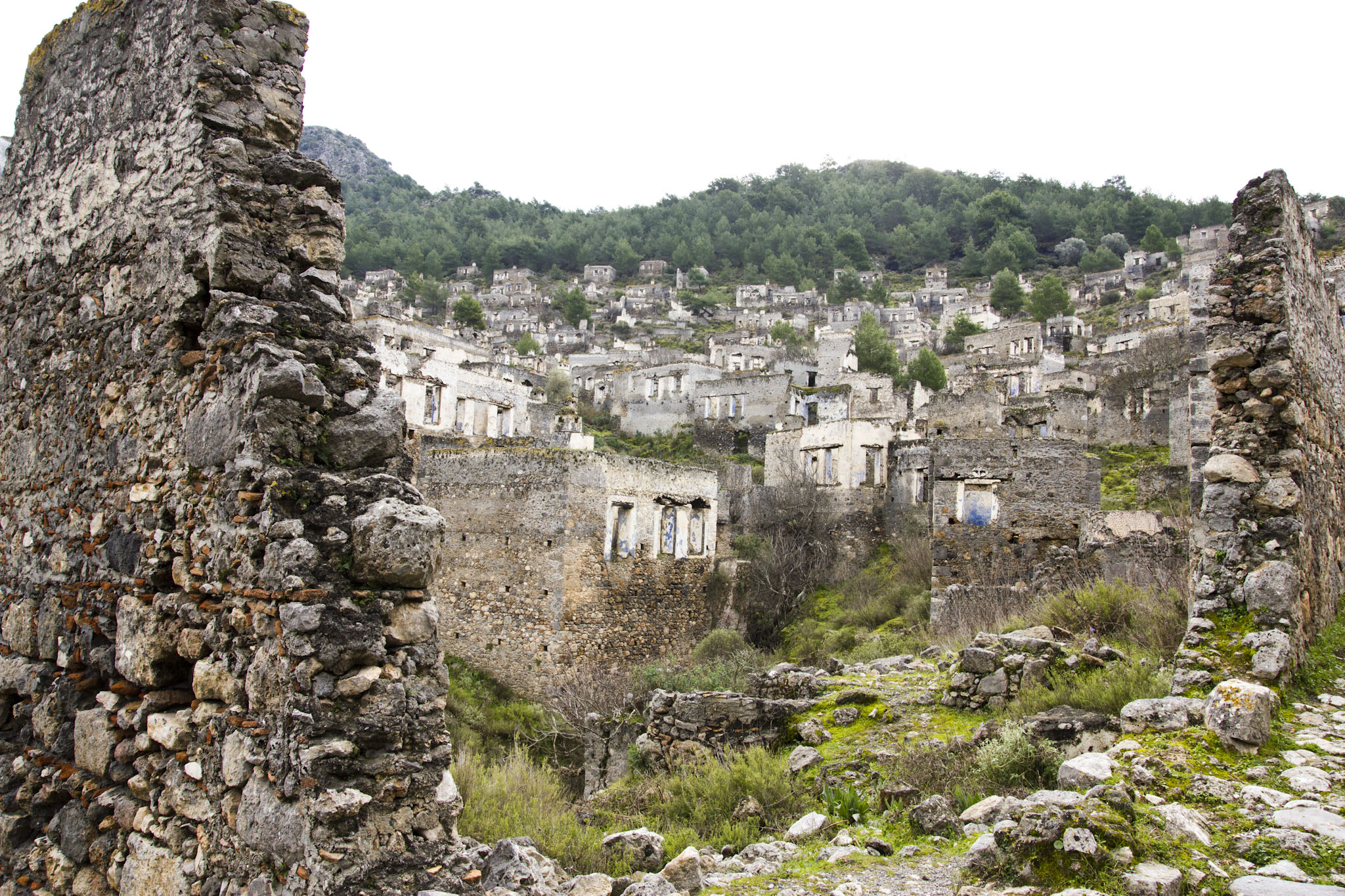
Місто-привид Каякой (Лівісі), південно-західна Анатолія, колись населене греками. Згідно з місцевою традицією, мусульмани відмовилися знову заселити це місце, оскільки «воно було кишить привидами лівійців, вбитих у 1915 році».

Після капітуляції Османської імперії 30 жовтня 1918 року вона перейшла під контроль де-юре держав-переможниць Антанти. Однак остання не змогла притягнути винних у геноциді до відповідальности, хоча в турецькому військовому суді 1919–1920 років ряд провідних османських чиновників були звинувачені в замовленні масових вбивств як проти греків, так і проти вірмен. Таким чином, під приводом національного руху Мустафи Кемаля (пізніше Ататюрка) тривали вбивства, масові вбивства та депортації.
У звіті за жовтень 1920 року британський офіцер описує наслідки масових вбивств в Ізніку на північному заході Анатолії, в якому, за його оцінками, щонайменше 100 розкладених понівечених тіл чоловіків, жінок і дітей були присутні у великій печері приблизно в 300 ярдах від неї. міські стіни.
Систематична різанина та депортація греків у Малій Азії, програма, яка набула чинности в 1914 році, була передвісником звірств, вчинених як грецькою, так і турецькою арміями під час греко-турецької війни, конфлікту, який стався після висадки греків у Смирна у травні 1919 року і тривала до повернення Смірни турками та Великої пожежі Смирни у вересні 1922 року. Рудольф Руммель оцінив кількість загиблих під час пожежі в 100 000 греків і вірмен, які загинули під час пожежі та супутніх масових вбивств. За словами Нормана М. Наймарка, «більш реалістичні оцінки коливаються від 10 000 до 15 000» жертв Великої пожежі Смірни. Приблизно від 150 000 до 200 000 греків було вигнано після пожежі, а близько 30 000 працездатних греків і вірменів було депортовано до внутрішніх районів Малої Азії, більшість з яких були страчені в дорозі або загинули в жорстоких умовах. Джордж У. Рендел з британського міністерства закордонних справ відзначив масові вбивства та депортації греків під час греко-турецької війни. За оцінками Рудольфа Раммеля, між 1919 і 1922 роками було вбито від 213 000 до 368 000 анатолійських греків. Були також масові розправи над турками, здійснені еллінськими військами під час окупації західної Анатолії з травня 1919 року по вересень 1922 року.
Про масові вбивства, які сталися під час греко-турецької війни 1919–1922 років, британський історик Арнольд Дж. Тойнбі писав, що саме грецькі висадки створили турецький національний рух на чолі з Мустафою Кемалем: «Греки «Понту» і турки територій, окупованих греками, були певною мірою жертвами первинних прорахунків пана Венізелоса та пана Ллойд Джорджа в Парижі».

### Зусилля з надання допомоги

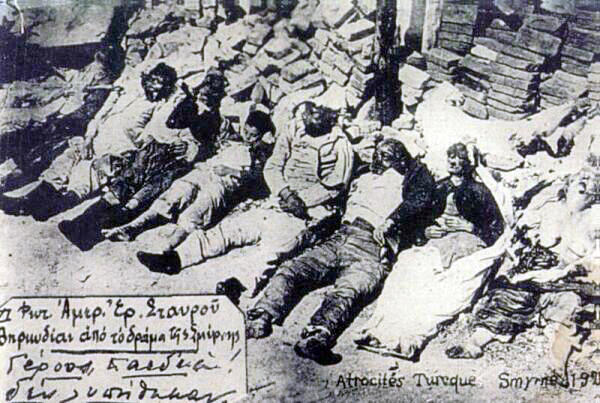
Фото зроблене після пожежі в Смирні. Текст всередині вказує, що фото зроблено представниками Червоного Хреста в Смирні. Переклад: «Не пощадили старих і дітей».

У 1917 році у відповідь на депортації та масові вбивства греків в Османській імперії була створена організація допомоги під назвою «Комітет допомоги грекам Малої Азії». Комітет працював у співпраці з Near East Relief у розподілі допомоги грекам-османам у Фракії та Малій Азії. Організація розпалася влітку 1921 року, але грецьку допомогу продовжили інші організації допомоги.

### Сучасні підрахунки
Німецькі та австро-угорські дипломати, а також меморандум 1922 року, складений британським дипломатом Джорджем Ренделем про «турецькі різанини та переслідування», надали докази серії систематичних вбивств та етнічних чисток греків у Малій Азії. Цитати приписують різним дипломатам, у тому числі німецьким послам Гансу Фрайгеру фон Вангенхайму та Ріхарду фон Кюльманну, німецькому віце-консулу в Самсуні Кухгофі, послу Австрії Паллавічіні та консулу Самсуна Ернсту фон Квятковському та італійському неофіційному агенту Ангора Туйозу. Інші цитати наводяться священнослужителями та активістами, зокрема німецьким місіонером Йоханнесом Лепсіусом та Стенлі Гопкінсом з Близького Сходу. Німеччина та Австро-Угорщина були союзниками Османської імперії в Першій світовій війні.

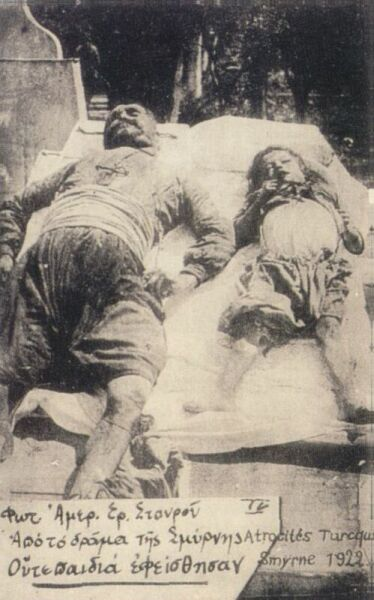
Смирна, 1922 рік. Переклад: «Дітям жити не дозволялося».

Розповіді описують систематичні масові вбивства, зґвалтування та спалення грецьких сіл, а також приписують наміри османських чиновників, включаючи прем’єр-міністра Османської імперії Махмуда Севкет-пашу, Рафет-бея, Талат-пашу та Енвер-пашу.
Крім того, The New York Times та її кореспонденти зробили розширені посилання на події, фіксуючи масові вбивства, депортації, окремі вбивства, зґвалтування, спалення цілих грецьких сіл, руйнування грецьких православних церков і монастирів, призови до «трудових бригад», грабежі, тероризм. та інші «звірства» для греків, вірменів, а також для британських та американських громадян і урядовців. Австралійська преса також висвітлювала події.
Генрі Моргентау, посол США в Османській імперії з 1913 по 1916 рік, звинуватив «турецький уряд» у кампанії «обурливого тероризу, жорстоких катувань, загнання жінок до гаремів, розпусти невинних дівчат, продажу багатьох з них». по 80 центів кожен, убивство сотень тисяч і депортація й голодна смерть у пустелі інших сотень тисяч, [і] знищення сотень сіл і багатьох міст — усе це частина «навмисної страти» «схема знищення вірменських, грецьких та сирійських християн Туреччини». Однак за кілька місяців до Першої світової війни 100 000 греків було депортовано на грецькі острови або внутрішні райони, про що Моргентау заявив, «здебільшого це були добросовісні депортації; тобто грецькі жителі були фактично вивезені в нові місця та були Ймовірно, це було причиною того, що цивілізований світ не протестував проти цих депортацій».
Генеральний консул США Джордж Хортон, розповідь якого критикували вчені як антитурецьку, стверджував: «Одне з найрозумніших заяв, поширених турецькими пропагандистами, полягає в тому, що вбиті християни були такими ж поганими, як і їхні кати, що це було «50–50». З цього приводу він коментує: «Якби греки після масових вбивств у Понті та в Смірні вирізали всіх турків у Греції, рекорд був би 50–50 — майже». Як очевидець, він також вихваляє греків за їхню «поведінку... по відношенню до тисяч турків, які проживали в Греції, поки точилася люта різанина», що, на його думку, було «одним із найбільш натхненних і прекрасні глави всієї історії цієї країни».

### Постраждалі

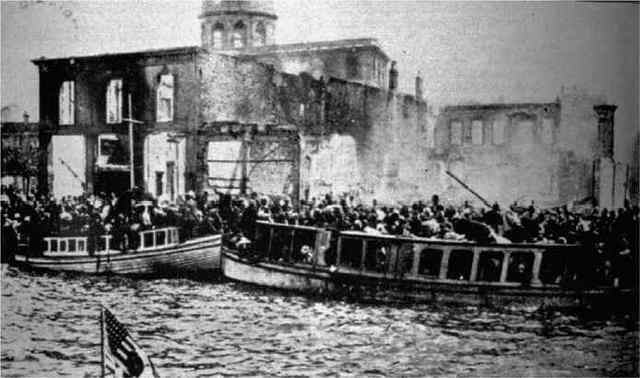
Смирняни намагаються дістатися до кораблів союзників під час вогню в Смирні, 1922 рік. Фото було зроблено з катера американського лінкора.

За словами Бенні Морріса і Дрора Зеєві в «Тридцятирічний геноцид», в результаті османської та турецької державної політики «загинуло кілька сотень тисяч османських греків. Або вони були вбиті прямо, або були навмисними жертвами голоду, хвороб, і викриття».

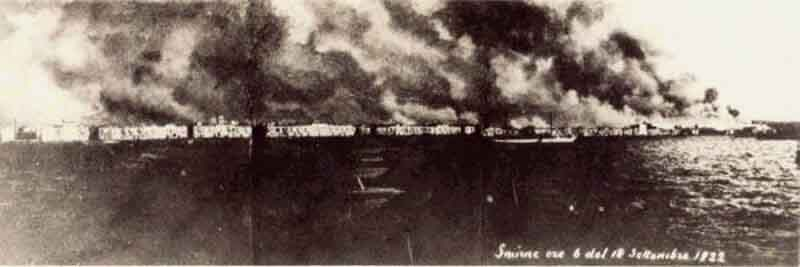
Смирна горить під час Смирнської пожежі. За різними оцінками, від 10 000 до 100 000 греків і вірмен було вбито під час пожежі та супутніх масових вбивств.

За весь період з 1914 по 1922 рік та по всій Анатолії академічні оцінки числа загиблих становлять від 289 000 до 750 000 осіб. Цифру в 750 тисяч осіб пропонує політолог Адам Джонс. Вчений Рудольф Раммель зібрав різні цифри з кількох досліджень, щоб оцінити нижні та верхні межі числа загиблих у період з 1914 до 1923 року. За його оцінками, 84 000 греків було винищено з 1914 по 1918 рік і 264 000 з 1919 по 1922 рік. Загальна кількість сягає 347 000 осіб. Історик Костянтин Г. Хацидімітріу пише, що «втрати серед анатолійських греків у період Першої світової війни і після неї склали приблизно 735 370 осіб». Ерік Шеберг заявляє, що «активісти схильні завищувати загальну кількість смертей греків Османа» в порівнянні з тим, що він вважає «обережними оцінками від 300 000 до 700 000».
Деякі сучасні джерела стверджували про різну кількість загиблих. Грецький уряд зібрав дані разом з Патріархатом, щоб стверджувати, що загалом було вбито мільйон людей. На початку післявоєнного періоду група американських дослідників виявила, що загальна кількість вбитих греків може наблизитися до 900 000 осіб. Едвард Хейл Бірштадт, написавши в 1924 році, заявив, що «згідно з офіційними свідченнями, турки з 1914 року холоднокровно вирізали 1 500 000 вірменів і 500 000 греків, чоловіків, жінок і дітей, без найменшої провокації». 4 листопада 1918 року Емануель Ефенді, османський депутат Айдина, розкритикував етнічні чистки попереднього уряду і повідомив, що під час депортації в прибережних районах Анатолії (включаючи узбережжя Чорного моря) та на островах Егейського моря було вбито 550 000 греків.
За різними даними, кількість загиблих у Греції в регіоні Понт в Анатолії коливається від 300 000 до 360 000 осіб. Меррілл Д. Петерсон наводить кількість загиблих 360 000 греків Понту. За словами Джорджа К. Валаваніса, «втрати людського життя серед понтійських греків після Великої війни (Першої світової війни) до березня 1924 року можна оцінити в 353 000 в результаті вбивств, повішань та від покарань, хвороб та інші труднощі». Цю цифру Валаваніс вивів із запису Центральної Понтійської ради в Атенах 1922 року на основі Чорної книги Вселенського Патріархату, до якої він додає «50 000 новомучеників», які «ввійшли до реєстру до весни 1924 року».

## Наслідки
Стаття 142 Севрського договору 1920 року, підготовленого після Першої світової війни, називала турецький режим «терористичним» і містила положення «по можливості виправити кривди, заподіяні окремим особам у ході масових вбивств, вчинених у Туреччині під час війни». Севрський договір ніколи не був ратифікований урядом Туреччини і в кінцевому підсумку був замінений Лозаннським договором. Цей договір супроводжувався «Декларацією амністії», не містивши жодних положень щодо покарання за військові злочини.
У 1923 році обмін населенням між Грецією та Туреччиною призвів до майже повного припинення присутности греків у Туреччині та аналогічного припинення турецької етнічної присутности на більшій частині Греції. Згідно з переписом населення Греції 1928 року, 1 104 216 османських греків досягли Греції. Неможливо точно знати, скільки греків у Туреччині загинуло між 1914 і 1923 роками, а скільки етнічних греків Анатолії було вигнано до Греції або втекло до Радянського Союзу. Деякі з тих, що залишилися в живих і вигнаних, знайшли притулок у сусідній Російській імперії (згодом Радянський Союз).[джерело?] Подібні плани обміну населенням були обговорені раніше, у 1913–1914 роках, між османськими та грецькими чиновниками під час першого етапу правління. геноцид греків, але був перерваний початком Першої світової війни.
У грудні 1924 року The New York Times повідомило, що 400 тонн людських кісток, відправлених виробникам, були перевезені з Муданії до Марселя, які могли бути останками вбитих у Малій Азії.
У 1955 році Стамбульський погром змусив більшість греків, що залишилися, покинути країну. Історик Альфред-Морис де Заяс визначає погром як злочин проти людства і стверджує, що втеча та міграція греків згодом відповідає критеріям «намір повністю або частково знищити» Конвенції про геноцид.

## Визнання геноциду

### Термінологія
Слово геноцид придумав на початку 1940-х років, в епоху Голокосту, Рафаель Лемкін, польський юрист єврейського походження. Відомо, що Лемкін у своїх працях про геноцид детально описав долю греків у Туреччині. У серпні 1946 року New York Times повідомило:
Геноцид не є новим явищем і в минулому його повністю не ігнорували. ... Різанина греків та вірмен турками викликала дипломатичні дії без покарання. Якщо професор Лемкін досягне свого, геноцид буде визнаний міжнародним злочином...
Конвенція про запобігання злочину геноциду та покарання за нього 1948 року була прийнята Генеральною Асамблеєю Організації Об’єднаних Націй у грудні 1948 року і набула чинности в січні 1951 року. Вона містить юридичне визначення геноциду. До створення терміна «геноцид» знищення греків-османів греки називали «різаниною» (грецькою мовою: η Σφαγή), «Великою катастрофою» (η Μεγάλη Καταστροφή) або «Великою трагедією» (η Μεγάλη Τραγωδία). Османські та кемалістські націоналістичні вбивства греків в Анатолії становили геноцид за початковим визначенням та міжнародним кримінальним застосуванням цього терміну, як у міжнародних кримінальних трибуналах, уповноважених Організацією Об’єднаних Націй.

### Академічна дискусія

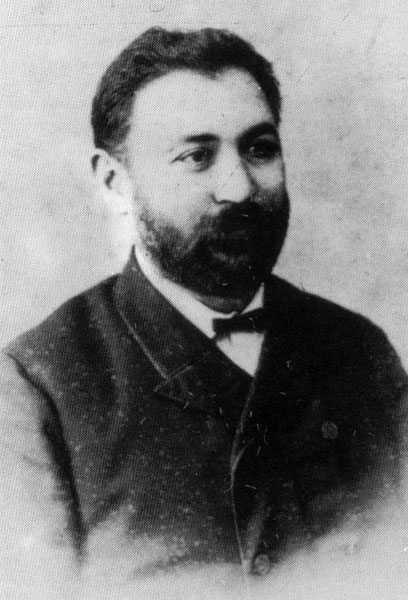
Маттаїос Кофідіс, колишній член Османського парламенту, був серед кількох видатних осіб Понта, повішеного «Спеціальним судом турецької незалежности» в Амасії в 1921 році.

У грудні 2007 року Міжнародна асоціація дослідників геноциду (IAGS) ухвалила резолюцію, що підтверджує, що кампанія 1914–1923 років проти османських греків є геноцидом, «якісно аналогічним» геноциду вірмен. Президент IAGS Грегорі Стентон закликав турецький уряд, нарешті, визнати три геноциди: «Історія цих геноцидів зрозуміла, і нинішній турецький уряд, який сам не вчиняв злочинів, більше не має виправдання для заперечення фактів». Резолюцію, складену канадським ученим Адамом Джонсом, було прийнято 1 грудня 2007 р. за підтримки 83% усіх членів IAGS з правом голосу. Однак кілька вчених, які вивчають геноцид вірмен, таких як Пітер Балакян, Танер Акчам, Річард Ованісян і Роберт Мелсон, заявили, що «питання має бути додатково вивчене, перш ніж буде прийнято резолюцію».
Манус Мідларскі відзначає розбіжність між заявами османських чиновників про наміри геноциду проти греків та їхніми діями, вказуючи на стримування масових вбивств у вибраних «чутливих» районах і велику кількість греків, які вижили наприкінці війни. Через культурні та політичні зв’язки греків-османів з європейськими державами, стверджує Мідларскі, геноцид був «нежиттєздатним варіантом для османів у їхньому випадку». Танер Акчам посилається на сучасні звіти, відзначаючи різницю в ставленні уряду до греків-османів і вірмен під час Першої світової війни, і робить висновок, що «незважаючи на все більш жорстку політику воєнного часу, зокрема в період між кінцем 1916 і першими місяцями 1917 року, ставлення уряду до греки – хоча в чомусь порівняні з заходами проти вірмен – відрізнялися за масштабом, наміром та мотивацією».
Деякі історики, зокрема де (Борис Барт), Майкл Шварц (Майкл Шварц (історик)) та Андрекос Варнава стверджують, що переслідування греків було етнічною чисткою чи депортацією, але не геноцидом. Це також позиція деяких грецьких істориків; На думку Арістіда Каратзаса, це пов’язано з низкою факторів, «які варіюються від стриманості уряду до критики Туреччини до поширення в академічний світ, до ідеологічних течій, які сприяють дифузному інтернаціоналізму, який культивується мережею неурядових організацій, часто підтримуваних західними урядами та західні інтереси». Інші, такі як Домінік Й. Шаллер та Юрген Ціммерер, стверджують, що «геноцидність вбивчих кампаній проти греків» була «очевидною». Історики Семюель Тоттен і Пол Р. Бартроп, які спеціалізуються на історії геноцидів, також називають це геноцидом; так само Олександр Кітроєф. Інший вчений, який вважає це геноцидом, — Ганнібал Тревіс; він також додає, що широкі напади наступних урядів Туреччини на будинки, місця культу та спадщину меншин з 1930-х років також є культурним геноцидом.
Дрор Зеєві та Бенні Морріс, автори «Тридцятирічного геноциду», пишуть, що «історія про те, що сталося в Туреччині, набагато ширша і глибша [ніж просто геноцид вірмен]. Вона глибша, тому що йдеться не лише про світову війну Я, а про серію вбивчих етнорелігійних чисток, що відбувалися з кінця 1890-х до 1920-х років і далі. Він ширший, тому що жертвами були не тільки вірмени. Поряд із сотнями тисяч вірмен... греків та ассирійців. .. були вбиті в однаковій кількості... За нашими оцінками, протягом 30-річного періоду, який ми досліджували, від півтора мільйона до двох з половиною мільйонів християн з усіх трьох релігійних груп було вбито або навмисно залишено вмирати від голоду та хвороб. , а мільйони інших були депортовані і втратили все. Крім того, десятки тисяч християн були змушені навернутися, а багато тисяч дівчат і жінок були зґвалтовані своїми сусідами-мусульманами та силами безпеки. Турки навіть створили ринки, де християнських дівчат продавали як сексуальних рабинь. Ці жахливі дії були скоєні трьома абсолютно різними режимами: авторитарно-ісламістським режимом султана Абдул Хаміда II, режимом воєнного часу Комітету Союзу та прогресу («Младотурки») на чолі з Талаатом і Енвером, і націоналістично-світським режимом. післявоєнного режиму Мустафи Кемаля Ататюрка».

### Політичне визнання
За ініціативою депутатів так званого «патріотичного» крила парламентської групи правлячої партії ПАСОК та депутатів-однодумців консервативної Нової демократії грецький парламент ухвалив два закони про долю греків-османів; перший у 1994 році, другий у 1998 році. Укази були опубліковані в Грецькій урядовій газеті 8 березня 1994 року та 13 жовтня 1998 року відповідно. Указ 1994 року підтвердив геноцид в районі Понту в Малій Азії та призначив 19 травня (день, коли Мустафа Кемаль висадився в Самсуні в 1919 році) днем пам'яті (так званий День пам'яті геноциду Понтійських греків), тоді як указ 1998 року підтвердив геноцид греків. в Малій Азії в цілому і призначив 14 вересня днем пам'яті. Ці закони були підписані президентом Греції, але не були ратифіковані відразу після політичного втручання. Після того, як ліва газета I Avgi ініціювала кампанію проти застосування цього закону, ця тема стала предметом політичних дебатів. Президент лівоекологічної партії Synaspismos Нікос Константопулос та історик Ангелос Елефантіс, відомий своїми книгами з історії грецького комунізму, були двома основними діячами політичних лівих, які висловили свою неприйняття указу. Однак непарламентський лівий націоналіст-інтелектуал і письменник Георгій Карабеліас різко критикував Елефантіса та інших, які виступають проти визнання геноциду, і називав їх «істориками-ревізіоністами», звинувачуючи грецьких мейнстрімних лівих у «спотвореній ідеологічній еволюції». Він сказав, що для греків 19 травня – «день амнезії».
Наприкінці 2000-х Комуністична партія Греції прийняла термін «Геноцид Понтійських (греків)» (Γενοκτονία Ποντίων) у своїй офіційній газеті «Різоспастис» і бере участь у меморіальних заходах.
Республіка Кіпр також офіційно назвала події «Геноцидом греків у Понті Малої Азії».
У відповідь на закон 1998 року турецький уряд оприлюднив заяву, в якій стверджується, що опис подій як геноциду «без будь-яких історичних підстав». "Ми засуджуємо і протестуємо проти цієї резолюції", - йдеться в заяві турецького МЗС. «Цією резолюцією грецький парламент, який фактично має вибачитися перед турецьким народом за масштабні руйнування та масові вбивства, які Греція вчинила в Анатолії, не лише підтримує традиційну грецьку політику спотворення історії, але також демонструє, що експансіоністська грецька ментальність ще жива», – йдеться у повідомленні.
11 березня 2010 року Риксдаг Швеції прийняв подання про визнання «актом геноциду вбивство вірмен, ассирійців/сирійців/халдеїв та понтійських греків у 1915 році».
14 травня 2013 року Фред Найл з Християнсько-демократичної партії подав клопотання про визнання геноциду уряду Нового Південного Вельсу, яке пізніше було прийнято, зробивши себе четвертим політичним органом, який визнав геноцид.
У березні 2015 року Національні збори Вірменії одноголосно прийняли резолюцію про визнання геноциду греків і ассирійців.
У квітні 2015 року Генеральні штати Нідерландів та австрійський парламент ухвалили резолюції про визнання геноциду греків та ассирійців.

### Причини обмеженого визнання

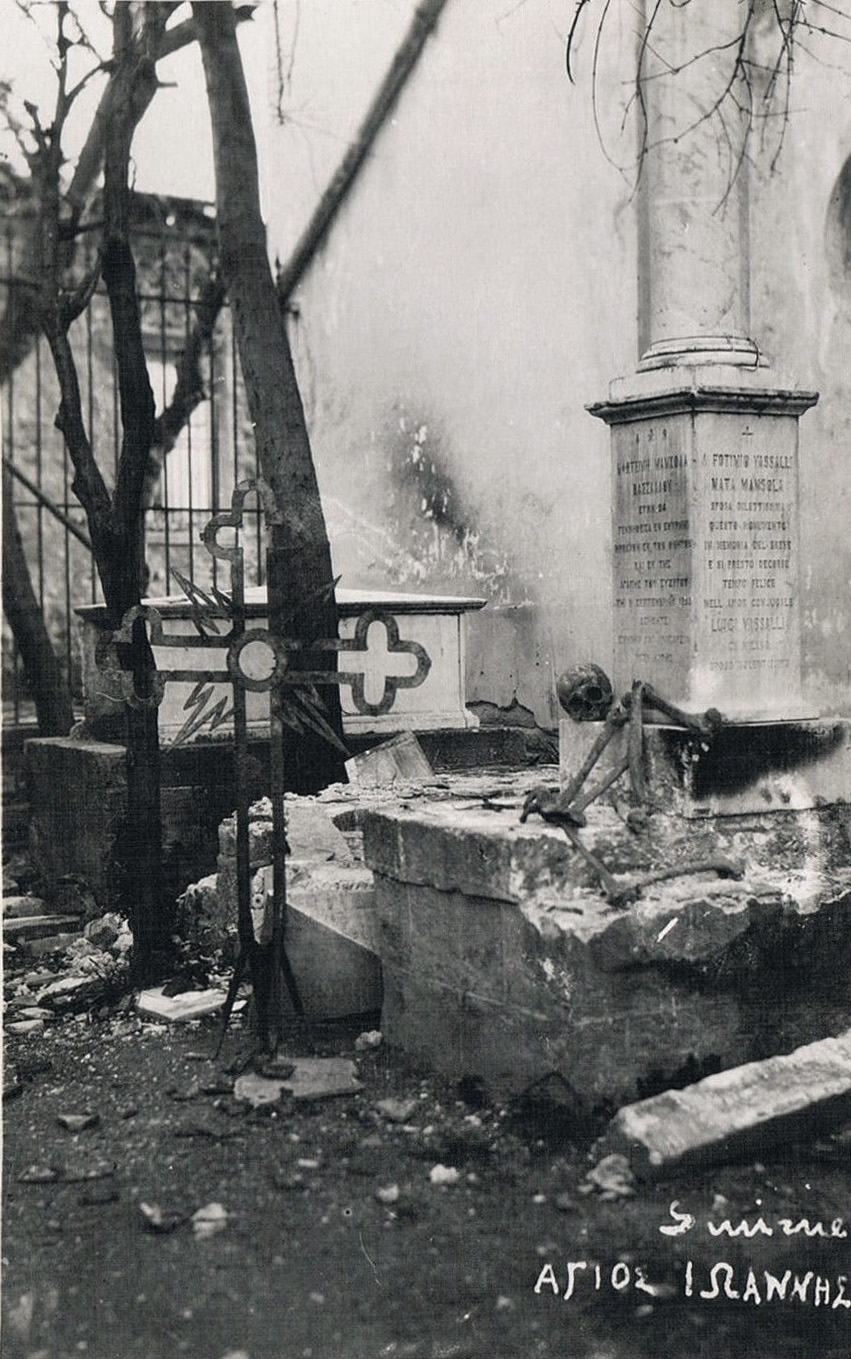
Осквернені могили на цвинтарі святого Іоанна Продрома під час Смирнської різанини, вересень 1922 р.

Організація Об'єднаних Націй, Європейський парламент і Рада Європи не зробили жодних відповідних заяв. За словами Костянтина Фотіадіса, професора історії Новітньої Греції в Університеті Аристотеля в Салоніках, деякі з причин відсутности ширшого визнання та затримок у пошуку визнання цих подій полягають у наступному:
- На відміну від Севрського договору, Лозаннський договір 1923 року, що замінив себе, розглядав ці події без жодних посилань чи згадок, і таким чином закріпив кінець малоазійської катастрофи.
- Наступний мирний договір (греко-турецький договір про дружбу в червні 1930 р.) між Грецією та Туреччиною. Греція пішла на кілька поступок, щоб вирішити всі відкриті питання між двома країнами в обмін на мир в регіоні.
- Друга світова війна, громадянська війна, військова хунта та політичні заворушення в Греції, що послідували, змусили Грецію зосередитися на своєму виживанні та інших проблемах, а не шукати визнання цих подій.
- Політичне середовище холодної війни, в якій Туреччина та Греція мали бути союзниками – протистояти одному спільному комуністичному ворогу – а не супротивникам чи конкурентам.

У своїй книзі «З наміром знищити: роздуми про геноцид» Колін Тац стверджує, що Туреччина заперечує геноцид, щоб не поставити під загрозу «її дев’яностоп’ятирічної мрії стати маяком демократії на Близькому Сході».
У своїй книзі «Переговори про священне: богохульство та святотатство в багатокультурному суспільстві» Елізабет Бернс Коулман і Кевін Вайт наводять список причин, що пояснюють нездатність Туреччини визнати геноциди, вчинені молодими турками, пишучи:
Турецьке заперечення геноциду 1,5 мільйона вірмен є офіційним, розколотим, керованим, постійним, нестримним і зростає з кожним роком після подій 1915-1922 років. Воно фінансується державою, має спеціальні відділи та підрозділи в закордонних місіях, єдиною метою яких є розбавити, протидіяти, мінімізувати, тривіалізувати та релятивізувати кожне посилання на події, які охоплювали геноцид вірмен, понтійських греків та ассирійських християн у Малій Азії.
Вони пропонують такі причини заперечення геноцидів Туреччиною:

- Придушення провини та сорому за те, що нація-воїн, «маяк демократії», якою вона вважала себе в 1908 році (і відтоді), вбила кілька етнічних груп населення. Кажуть, що демократії не вчиняють геноциду; Отже, Туреччина не могла і не зробила цього.
- Культурний і соціальний етос честі, непереборна й нав'язлива потреба видалити будь-які плями на національному щиті.
- Хронічний страх, що прийом призведе до масових позовів про відшкодування та реституцію.
- Подолати страх перед соціальною фрагментацією в суспільстві, яке все ще є перехідним станом.
- «Логічна» віра в те, що оскільки геноцид був скоєний безкарно, то заперечення також не зустріне ні спротиву, ні образу.
- Внутрішнє знання того, що індустрія заперечення величезної кількости має власний імпульс і її неможливо зупинити, навіть якщо вони хотіли б, щоб вона припинилася.

## Геноцид греків як модель майбутніх злочинів

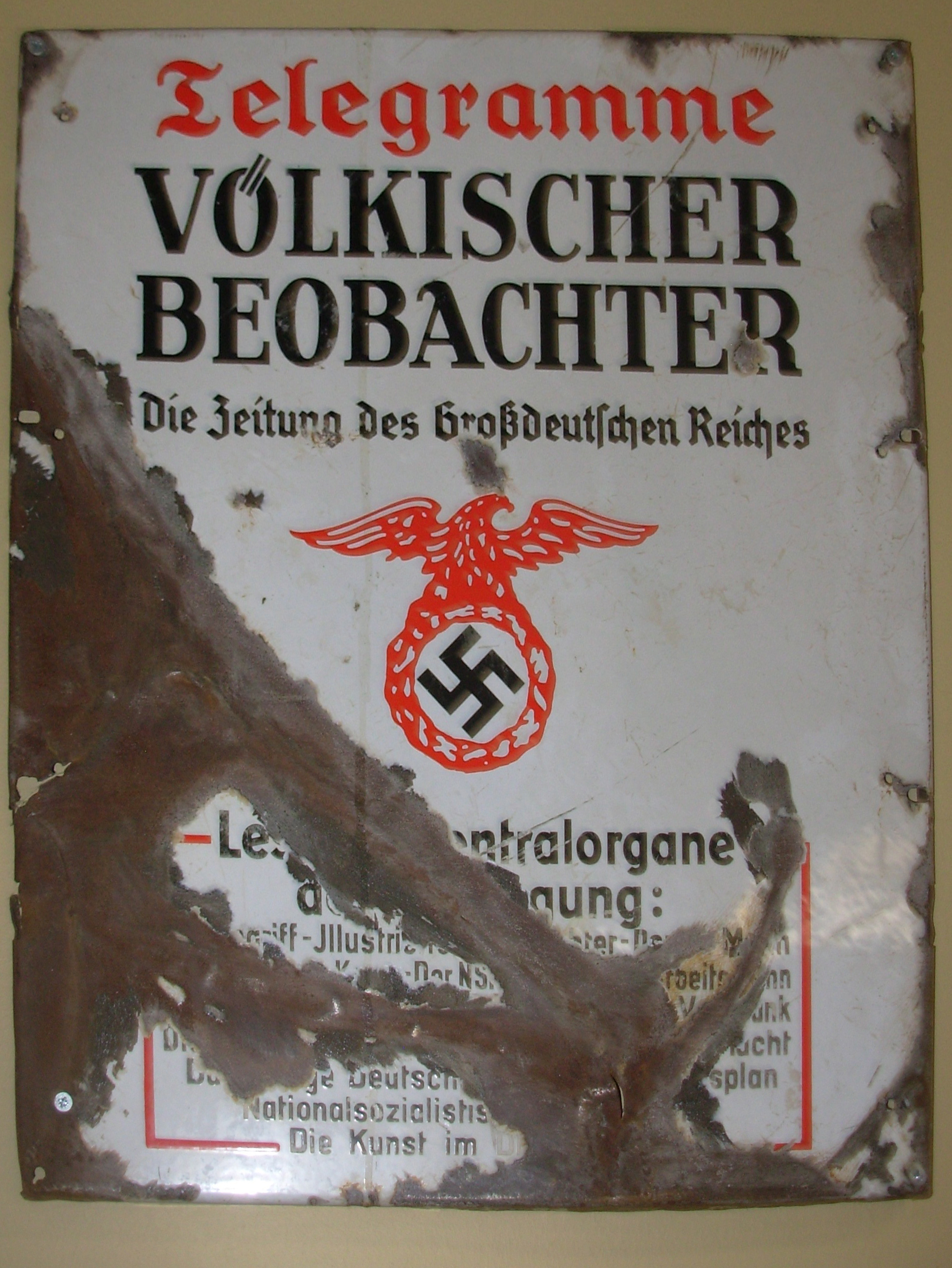
З початку 1920-х років видання нацистської партії в Німеччині, як правило, представляли Кемаля Ататюрка як приклад для наслідування під назвою «Фюрер» (на фото реклама їхньої офіційної газети)

«Модель» Кемаля залишалася активною для нацистського руху у Веймарській Німеччині та Третьому рейху до кінця Другої світової війни. Адольф Гітлер заявив, що вважає себе «учнем» Кемаля, якого він називав своєю «зіркою в темряві», тоді як внесок останнього у формування націонал-соціалістичної ідеології яскраво проявляється в нацистській літературі. Кемаль і його нова Туреччина 1923 року стали архетипом «ідеального фюрера» і «доброї національної практики» для нацизму. ЗМІ Третього рейху наголошували на «турецькій моделі» і постійно вихваляли «вигоди» етнічних чисток і геноциду. Гітлер вважав, що в Кемаля є німецьке походження.
Націонал-соціалістична партія Гітлера з перших своїх кроків використовувала методи турецької держави як еталон для натхнення. Офіційна нацистська газета Völkischer Beobachter («Völkisch Observer») у своєму номері за лютий 1921 року із захопленням підкреслила у статті під назвою «Зразок для наслідування»: «Колись у німецької нації не буде іншого вибору, крім як вдатися до турецьких методів як добре».
Нацистська публікація 1925 р. звеличувала нову турецьку державу за її політику «очищення», яка «викинула грецький елемент у море». Більшість письменників Третього рейху підкреслювали, що подвійний геноцид (проти греків і вірмен) був передумовою успіху нової Туреччини, НСДАП стверджувала: «Тільки через знищення грецьких і вірменських племен в Анатолії було знищено можливе створення турецької національної держави і формування в межах однієї держави бездоганного турецького суспільства».

## Пам'ятні знаки

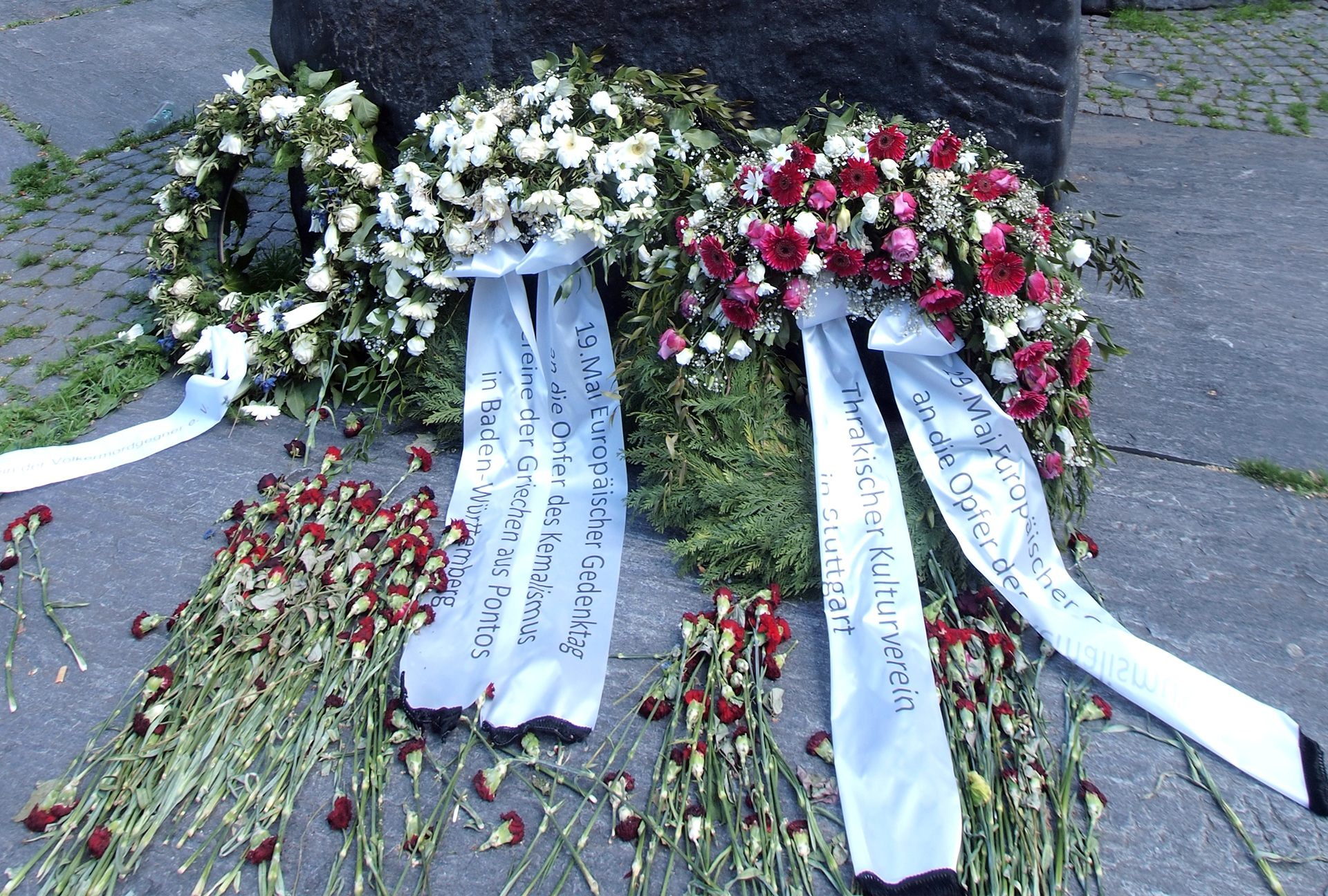
Вінки після церемонії пам'яті в Штутгарті, Німеччина

По всій Греції, а також у ряді інших країн, включаючи Австралію, Канаду, Німеччину, Швецію та Сполучені Штати, встановлено меморіали на честь тяжкого становища греків-османів.

### Сучасні рахунки
- Horton, George (1926), The Blight of Asia, Indianapolis: Bobbs-Merrill, архів оригіналу за 17 грудня 2012, процитовано 16 квітня 2022
- King, William C (1922), Complete History of the World War: Visualizing the Great Conflict in all Theaters of Action 1914–1918, MA, US: The History Associates, архів оригіналу за 1 серпня 2012.
- Morgenthau, Henry sr (1918), Ambassador Morgenthau's Story (PDF), Garden City, NY: Doubleday, Page & Co, архів оригіналу (PDF) за 24 січня 2013, процитовано 13 вересня 2006.
- ——— (1919), Ambassador Morgenthau's Story, Garden City, NY: Doubleday, Page & Co.
- Patriarchate of Constantinople (1919), Persecution of the Greeks in Turkey, Istanbul, Turkey: Greek Patriarchate, архів оригіналу за 21 листопада 2017, процитовано 3 серпня 2020 Alt URL
- Rendel, GW (20 березня 1922), Memorandum by Mr. Rendel on Turkish Massacres and Persecutions of Minorities since the Armistice (memorandum), British Foreign Office, архів оригіналу за 16 квітня 2022, процитовано 16 квітня 2022.
- Toynbee, Arnold J (1922), The Western question in Greece and Turkey: a study in the contact of civilisations, Boston: Houghton Mifflin.
- Valavanis, G. K. (1925), [Contemporary General History of Pontus] (гр.), Athens https://web.archive.org/web/20151108234007/http://pontosworld.com/index.php/books/greek/748-2013-08-28-00-01-03, архів оригіналу за 8 листопада 2015 {{citation}}:  Пропущений або порожній |title= (довідка); |trans-title= вимагає |title= або |script-title= (довідка).

### Вторинні джерела
- Agtzidis, Vlasis (1992). Το κίνημα ανεξαρτησίας του Πόντου και οι αυτόνομες Ελληνικές περιοχές στη Σοβιετική Ένωση του μεσοπολέμου [The movement for the independence of Pontus and the autonomous Greek regions in the Soviet Union during the interwar period]. Bulletin of the Asia Minor Studies Center (гр.). 9 (1): 157—196. doi:10.12681/deltiokms.135.
- Akçam, Taner (2006). A Shameful Act.
- Akçam, Taner (2012). The Young Turks' Crime Against Humanity: The Armenian Genocide and Ethnic Cleansing in the Ottoman Empire. Princeton/Oxford: Princeton University Press.
- Georganopoulos, Evripidis (2010). Η προσπάθεια σύστασης ελληνικής μεραρχίας Καυκάσου το 1917 και οι λόγοι της αποτυχίας της [The attempt to raise the Greek Caucasus Division and the reasons for its failure] (PDF). 1st Panhellenic History Congress (гр.). 1 (1): 227—251. Архів оригіналу (PDF) за 7 липня 2018. Процитовано 8 травня 2018.
- Alexandris, Alexis (1999). The Greek census of Anatolia and Thrace (1910–1912): a contribution to Ottoman Historical Demography. У Gondicas, Dimitri; Issawi, Charles (ред.). Ottoman Greeks in the age of nationalism: Politics, Economy and Society in the Nineteenth Century. Princeton, N.J.: Darwin. с. 45—76.
- Ascherson, Neal (1995), Black Sea, New York: Hill and Wang, ISBN 0-8090-3043-8.
- Avedian, Vahagn (2009), The Armenian Genocide 1915: From a Neutral Small State's Perspective: Sweden (PDF) (unpublished master thesis paper), Uppsala University, архів оригіналу (PDF) за 28 грудня 2018, процитовано 16 квітня 2022.
- Bassiouni, M. Cherif (1999), Crimes Against Humanity in International Criminal Law, The Hague: Kluwer.
- Bierstadt, Edward Hale (1924), The Great Betrayal; A Survey of the Near East Problem, New York: RM McBride & Co.
- Bloxham, Donald (2005), The Great Game of Genocide: Imperialism, Nationalism, and the Destruction of the Ottoman Armenians, Oxford: Oxford University Press.
- Ferguson, Niall (2006), The War of the World: Twentieth-century Conflict And the Descent of the West, New York: Penguin, ISBN 978-1-59420-100-4.
- Fotiadis, Constantinos Emm (2004), The Genocide of the Pontus Greeks by the Turks, Volumes 13, 14, Thessaloniki: Herodotus, ISBN 978-6180012729.
- Hatzidimitriou, Constantine G. (2005). American Accounts Documenting the Destruction of Smyrna by the Kemalist Turkish Forces: September 1922. New Rochelle, NY: Caratzas.
- Hulse, Carl (26 жовтня 2007), U.S. and Turkey Thwart Armenian Genocide Bill, The New York Times, архів оригіналу за 16 квітня 2022, процитовано 16 квітня 2022.
- Hull, Isabel V (2005), Absolute Destruction: Military Culture and the Practices of War in Imperial Germany, Ithaca: Cornell University Press.
- Jones, Adam (2006), Genocide: A Comprehensive Introduction, Routledge.
- ——— (2010) [2006], Genocide: A Comprehensive Introduction, Taylor & Francis, ISBN 978-0-415-48618-7.
- ——— (2010a) [2006]. Genocide: A Comprehensive Introduction (вид. revised). London: Routledge. ISBN 978-0-203-84696-4. OCLC 672333335. Архів оригіналу за 18 квітня 2022. Процитовано 16 квітня 2022.
- Karpat, Kemal (1985). Ottoman Population, 1830–1914: Demographic and Social Characteristics. Madison: Madison University Press.
- Κωστόπουλος, Τάσος (2007). Πόλεμος και Εθνοκάθαρση: Η ξεχασμένη πλευρά μιας δεκαετούς εθνικής εξόρμησης (1912-1922). Athens: Βιβλιόραμα.
- Levene, Mark (Winter 1998), Creating a Modern "Zone of Genocide": The Impact of Nation- and State-Formation on Eastern Anatolia, 1878–1923, Holocaust and Genocide Studies, 12 (3): 393—433, doi:10.1093/hgs/12.3.393, архів оригіналу за 3 жовтня 2006.
- Midlarsky, Manus I. (2005). The Killing Trap: Genocide in the Twentieth Century. Cambridge University Press. ISBN 978-0-521-81545-1.
- Naimark, Norman M. (2001). Fires of Hatred: Ethnic Cleansing in Twentieth-Century Europe, Cambridge and London: Harvard University Press.
- Peterson, Merrill D. (2004), Starving Armenians: America and the Armenian Genocide, 1915–1930 and After, Charlottesville: University of Virginia Press.
- Schaller, Dominik J.; Zimmerer, Jürgen, ред. (2009). Late Ottoman Genocides: The Dissolution of the Ottoman Empire and Young Turkish Population and Extermination Policies. Routledge. ISBN 978-0-415-48012-3.
- Tatz, Colin (2003), With Intent to Destroy: Reflections on Genocide, Essex: Verso, ISBN 978-1-85984-550-9, архів оригіналу за 16 квітня 2022, процитовано 16 квітня 2022.
- Travis, Hannibal (2009), The Cultural and Intellectual Property Interests of the Indigenous Peoples of Turkey and Iraq, Texas Weleyan Law Review, 15: 601—80, SSRN 1549804

## Подальше читання

### Книги
- Аккам, Танер. Від імперії до республіки: турецький націоналізм і геноцид вірмен, Нью-Йорк: Zed Books, 2004.
- Андреадіс, Джордж, Тамама: зникла дівчина з Понтосу, Атени: Гордіос, 1993.
- Комптон, Карл С. Настає ранок, Нью-Рошель, Нью-Йорк: Арістид Д. Каратзас, 1986.
- У чотирнадцяти томах, у тому числі в одинадцяти томах матеріалів (т. 4–14).
- Кінг, Чарльз (2005). Чорне море: історія, Оксфорд: Oxford University Press
- Коромила, Маріанна (2002). Греки і Чорне море, Культурне товариство «Панорама».
- Хауспіан Добкін, Марджорі. Смірна 1922: Руйнування міста, Нью-Йорк, Нью-Йорк: Newmark Press, 1998.
- Ліберман, Бенджамін (2006). Жахлива доля: етнічні чистки в становленні сучасної Європи, Іван Р. Ді.
- де Мюрат, Жан. Велике винищення еллінізму та християнства в Малій Азії: історичний і систематичний обман світової думки щодо жахливого викорінення християнства 1922 року, Маямі, Флорида (Атени, GR : A. Triantafillis) 1999.
- Пападопулос, Олександр. Переслідування греків у Туреччині перед Європейською війною: на основі офіційних документів, Нью-Йорк: Oxford University Press, американське відділення, 1919.
- Павлідес, Іоанніс. Сторінки історії Понту та Малої Азії, Салоніки, GR, 1980.
- Шеберг, Ерік. СПРАВЛЕННЯ ГРЕЦЬКОГО ГЕНОЦИДУ Оспорювані спогади про османську грецьку катастрофу ,ISBN 978-1-78533-325-5, 2016.
- Шенк, Роберт. «Чорноморський флот Америки – ВМС США на тлі війни та революції, 1919-1923», Naval Institute Press, Аннаполіс, Меріленд, 2012
- Ціркінідіс, Гаррі. Нарешті ми їх вирвали... Геноцид греків Понта, Фракії та Малої Азії, через французькі архіви , Салоніки: Kyriakidis Bros, 1999.
- Уорд, Марк Х. Депортації в Малій Азії 1921–1922, Лондон: сАнгло-Геллінська ліга, 1922.

### Статті
- Bjornlund, Matthias (March 2008). The 1914 cleansing of Aegean Greeks as a case of violent Turkification. Journal of Genocide Research. 10 (1): 41—58. doi:10.1080/14623520701850286.
- Hlamides, Nikolaos (December 2008). The Greek Relief Committee: America's Response to the Greek Genocide. Genocide Studies and Prevention. 3 (3): 375—183. doi:10.3138/gsp.3.3.375.
- Klapsis, Antonis (2014). Violent Uprooting and Forced Migration: A Demographic Analysis of the Greek Populations of Asia Minor, Pontus and Eastern Thrace. Middle Eastern Studies. 50 (4): 622—639. doi:10.1080/00263206.2014.901218.
- Mourelos, Yannis (1985). The 1914 Persecutions and the first Attempt at an Exchange of Minorities between Greece and Turkey. Balkan Studies. 26 (2): 389—413.
- Vryonis, Speros (2007). Greek Labor Battalions in Asia Minor. У Hovannisian, Richard (ред.). The Armenian Genocide: Cultural and Ethical Legacies. New Brunswick, NJ: Transaction Publishers. с. 275—290.